# 4989 Joegoldstein
4989 Joegoldstein este un asteroid din centura principală, descoperit pe 28 februarie 1981 de Schelte Bus.